# Motown Junk
Motown Junk is een single van de Welshe alternatieve rockband Manic Street Preachers uit 1991.

## Overzicht
De single sampled Public Enemy en Skids. Via de iconoclastische tekst ("I laughed when Lennon got shot") wist de band zijn eerste stappen in de publiciteit te zetten.

## Tracks

### CD / 12"
1. "Motown Junk"
2. "Sorrow 16"
3. "We Her Majesty's Prisoners"

### 7"
1. "Motown Junk"
2. "Sorrow 16"